# Self Inflicted
Self Inflicted — четвёртый студийный альбом американской дэткор-группы Chelsea Grin, который вышел 1 июля 2016 года. Это первый альбом группы, выпущенный с соло-гитаристом Стивеном Рутисхаузером, заменившим Джейсона Ричардсона 21 сентября 2015 года и последний с гитаристами Дэном Джонсоном и Джейком Хармондом, покинувшими группу в 2017 году и вокалистом Алексом Кёлером, ушедшим в 2018.

## Об альбоме
После выпуска альбома Ashes to Ashes группа с 2014 по 2015 год гастролировала по Европе и Австралии. 21 сентября 2015 года группу покинул соло-гитарист Джейсон Ричардсон, чтобы сконцентрироваться на сольном альбоме. Ричардсона заменил гастрольный гитарист группы Стивен Рутисхаузер. 12 декабря группа выпустила сингл «Skin Deep», который был довольно положительно воспринят фанатами, однако было много критики того, что без Ричардсона группа перестала иметь мелодику. 4 мая 2016 года был выпущен второй сингл «Clickbait», а также представлена обложка и список композиций нового альбома Self Inflicted, и было объявлено, что он выйдет 1 июля. Также это первый альбом группы, выпущенный на лейбле Rise Records.

## Список композиций
| №                   | Название                   | Длительность |
| ------------------- | -------------------------- | ------------ |
| 1.                  | «Welcome Back»             | 2:59         |
| 2.                  | «Four Horseman»            | 3:06         |
| 3.                  | «Love Song»                | 3:07         |
| 4.                  | «Clickbait»                | 3:15         |
| 5.                  | «Skin Deep»                | 3:29         |
| 6.                  | «Scratching and Screaming» | 3:24         |
| 7.                  | «Strung Out»               | 3:27         |
| 8.                  | «Broken Bonds»             | 3:44         |
| 9.                  | «Life Sentence»            | 3:13         |
| 10.                 | «Never, Forever»           | 4:00         |
| 11.                 | «Say Goodbye»              | 4:00         |
| Общая длительность: | Общая длительность:        | 37:38        |

| №                   | Название            | Длительность |
| ------------------- | ------------------- | ------------ |
| 12.                 | «American Dream»    | 3:18         |
| 13.                 | «Avidus»            | 3:28         |
| Общая длительность: | Общая длительность: | 44:24        |

## Участники записи
- Алекс Кёлер — вокал
- Стивен Рутисхаузер — соло-гитара
- Дэн Джонс — соло и ритм-гитара
- Джейк Хармонд — ритм-гитара
- Дэвид Флинн — бас-гитара
- Пабло Виверос — ударные/вокал